# Kolumbianische Fußballnationalmannschaft der Frauen
Die kolumbianische Fußballnationalmannschaft der Frauen repräsentiert Kolumbien im internationalen Frauenfußball. Die Nationalmannschaft ist dem Fußballverband von Kolumbien unterstellt. Kolumbien und Venezuela waren die ersten Länder in Südamerika, die ein Frauenfußballländerspiel austrugen. Am 13. Juli 1966 gewann die kolumbianische Mannschaft gegen Venezuela in Caracas mit 2:1. Das Spiel wird von der FIFA aber nicht als offizielles Länderspiel anerkannt.
Die Auswahl nahm an acht der bisher ausgetragenen CONMEBOL Südamerikameisterschaften teil, wobei die zweiten Plätze 2010, 2014, 2022 und 2025 die bisher größten Erfolge sind, womit man sich erstmals für die WM 2011 sowie die Fußballturniere bei den Olympischen Spielen in London 2012 und den Panamerikanischen Spielen in Guadalajara qualifizieren konnte.
Anfang 2010 spielte Kolumbien erstmals gegen zwei nichtsüdamerikanische Länder (2:2 gegen Dänemark und 2:4 gegen Japan).
Am 15. Juni bestritt Kolumbien erstmals ein Spiel außerhalb von Südamerika. In der Schweiz traf die Mannschaft in der Vorbereitung auf die WM auf Dänemark. Das Spiel endete 1:1, das anschließende Elfmeterschießen gewannen die Kolumbianerinnen mit 3:1. Am 20. Juni konnten sie erstmals ein Spiel gegen eine europäische Mannschaft gewinnen: Ein Testspiel – ebenfalls in der Schweiz – wurde mit 3:1 gegen Wales (FIFA-Weltranglisten-Platz 47) gewonnen.  Zwei Tage zuvor hatten sie gegen WM-Teilnehmer Neuseeland erstmals ein Spiel gegen eine Mannschaft aus Ozeanien ausgetragen und mit 0:1 verloren.
In der WM-Vorrunde traf der WM-Neuling zuerst auf Schweden. Das erste WM-Spiel wurde mit 0:1 verloren. Im zweiten Spiel traf Kolumbien auf die USA und verlor mit 0:3. Damit war Kolumbien bereits ausgeschieden und das letzte Spiel gegen Nordkorea unbedeutend für den weiteren Turnierverlauf. Es endete 0:0, womit beide Teams die einzigen waren, denen bei der WM kein Tor gelang. Immerhin konnte Kolumbien damit als zweite südamerikanische Mannschaft einen Punkt gewinnen. Argentinien war dies bei zwei Teilnahmen nicht gelungen. Kolumbien erhielt wie zwei andere Mannschaften in der Vorrunde weder eine Gelbe Karte noch eine Rote Karte.
Da in der Vergangenheit nur sehr wenige Spiele ausgetragen wurden, fiel Kolumbien in der FIFA-Weltrangliste zeitweise (Juni 2008 bis September 2009) aus der Wertung. Vor der WM lag Kolumbien auf Rang 31, das war die bis dahin beste Platzierung. Nach der Weltmeisterschaft rangierte Kolumbien auf Platz 29. Die Verbesserung resultiert zum überwiegenden Teil aus dem Remis gegen Nordkorea. Im Dezember 2011 wurde mit Platz 28 die bisher beste Platzierung eingenommen.
Bei den Olympischen Spielen 2012 traf die Mannschaft in der Gruppenphase erstmals auf Frankreich (0:1), sowie die USA (0:3) und Nordkorea (0:2), gegen die Kolumbien schon bei der WM 2011 spielte. Nach den drei Niederlagen schied Kolumbien als Gruppenletzter und einzige Mannschaft ohne Torerfolg aus.
In der Fußball-Weltmeisterschaft der Frauen 2023 erreichte Kolumbien sein bisher bestes Resultat bei einer Weltmeisterschaft. Nach Siegen gegen Südkorea (2:0) und gegen Deutschland (2:1), sowie einer Niederlage gegen Marokko (0:1) zogen die Kolumbianerinnen als Gruppenerste ins Achtelfinale ein. Dort wurde Jamaika mit 1:0 besiegt. Im Viertelfinale scheiterte Kolumbien am späteren Vize-Weltmeister England knapp mit 1:2.

## Turnierbilanz

### Weltmeisterschaft
| - 1991 – nicht teilgenommen - 1995 – nicht teilgenommen - 1999 – nicht qualifiziert - 2003 – nicht qualifiziert - 2007 – nicht qualifiziert | - 2011 – Vorrunde - 2015 – Achtelfinale - 2019 – nicht qualifiziert - 2023 – Viertelfinale |

### Südamerikameisterschaft
| - 1991 – nicht teilgenommen - 1995 – nicht teilgenommen - 1998 – Vorrunde - 2003 – Dritter - 2006 – Vorrunde | - 2010 – Zweiter - 2014 – Zweiter - 2018 – Vierter - 2022 – Zweiter - 2025 – Zweiter |

### Olympische Spiele
| - 1996 – nicht teilgenommen - 2000 – nicht qualifiziert - 2004 – nicht qualifiziert - 2008 – nicht qualifiziert - 2012 – Vorrunde | - 2016 – Vorrunde - 2020 – nicht qualifiziert - 2024 – Viertelfinale - 2028 – qualifiziert |

### Panamerikanische Spiele
Die kolumbianische Mannschaft nahm dreimal an dem seit 1999 ausgetragenen Frauen-Fußballturnier der Panamerikanischen Spiele teil, wurde dabei einmal Vierter, einmal Zweiter und gewann 2019, als die besten amerikanischen Mannschaften Brasilien, Kanada und die USA nicht teilnahmen.
| - 1999: nicht teilgenommen - 2003: nicht teilgenommen - 2007: nicht teilgenommen - 2011: Vierter | - 2015: Zweiter - 2019: Sieger - 2023: nicht qualifiziert - 2027: nicht qualifiziert |

### CONCACAF W Gold Cup
- 2024: Viertelfinale

## Aktueller Kader
Siehe Fußball-Weltmeisterschaft der Frauen 2023/Kolumbien
Ein vorläufiger Kader für die Olympischen Spiele 2016 von 22 Spielerinnen wurde am 5. Juli benannt. Die Positionen entsprechen den Angaben des kolumbianischen Verbandes und können sich teilweise von den Angaben der FIFA unterscheiden.
| 1                     | Catalina Pérez        | 08.11.1994 | Miami Hurricanes                | 005 | 0  |          |
| 18                    | Sandra Sepúlveda      | 03.03.1988 | Club Formas Íntimas             | 039 | 0  | 3 (2012) |
| Abwehr und Mittelfeld |                       |            |                                 |     |    |          |
| 2                     | Carolina Arbeláez     | 08.03.1995 | Club Formas Íntimas             | 01  | 0  |          |
| 17                    | Carolina Arias        | 02.09.1990 | Orsomarso SC                    | 042 | 0  |          |
| 14                    | Nataly Arias          | 02.04.1986 | Club Formas Íntimas             | 058 | 06 | 3 (2012) |
| 13                    | Angela Clavijo        | 01.09.1993 | Club Kamatsa                    | 019 | 0  |          |
| 5                     | Isabella Echeverri    | 16.06.1994 | Toledo Rockets                  | 015 | 01 |          |
| 3                     | Natalia Gaitán        | 03.04.1991 | FC Valencia                     | 039 | 04 | 3 (2012) |
| 4                     | Diana Ospina          | 03.03.1989 | Club Formas Íntimas             | 033 | 03 |          |
| 8                     | Mildrey Pineda        | 01.10.1989 | Generaciones Palmiranas         | 025 | 02 |          |
| 6                     | Liana Salazar         | 16.09.1992 | Futuro Soccer                   | 013 | 0  |          |
| 10                    | Leicy Santos          | 16.05.1996 | Club Gol Star                   | 015 | 02 |          |
| 11                    | Catalina Usme         | 25.12.1989 | Club Formas Íntimas             | 044 | 20 | 3 (2012) |
| 9                     | Orianica Velásquez    | 01.08.1989 | Club Gol Star                   | 041 | 02 | 3 (2012) |
| Angriff               |                       |            |                                 |     |    |          |
| 16                    | Lady Andrade          | 10.01.1992 | Western New York Flash          | 045 | 09 | 2 (2012) |
| 15                    | Tatiana Ariza         | 21.02.1991 | Houston Aces                    | 038 | 08 | 3 (2012) |
| 12                    | Nicole Regnier        | 28.02.1995 | Rayo Vallecano                  | 01  | 0  |          |
| 7                     | Ingrid Vidal          | 22.04.1991 | Generaciones Palmiranas         | 054 | 11 | 3 (2012) |
| Trainerstab           |                       |            |                                 |     |    |          |
| Director técnico      | Fabián Felipe Taborda | 19.09.1978 | Federación Colombiana de Fútbol |     |    |          |
| Anmerkungen: 1. 2.    |                       |            |                                 |     |    |          |

### Spielerinnen des vorläufigen OS-Kaders
| Stefany Castaño       | 11.01.1994 | Futuro Soccer               | 009 | 0  |          |
| Abwehr und Mittelfeld |            |                             |     |    |          |
| Sonia Rada            |            | Liga Vallecaucana de Fútbol | 0   | 0  |          |
| Yoreli Rincón         | 27.07.1993 | Avaldsnes IL                | 049 | 09 | 1 (2012) |
| Angriff               |            |                             |     |    |          |
| Melissa Ortiz         | 24.01.1990 | Team Boca Blast             |     |    |          |

1. 1 2  Stand: 22. Juni 2015 nach dem Achtelfinale bei der WM

## Spiele gegen Nationalmannschaften aus dem deutschsprachigen Raum

### Deutschland
| Datum         | Ort    | Ergebnis | Anlass                     |
| 30. Juli 2023 | Sydney | 2:1      | Weltmeisterschaft-Vorrunde |